# Gorman (Texas)
Gorman è un centro abitato degli Stati Uniti d'America, situato nella contea di Eastland dello Stato del Texas.
La popolazione era di 1.083 persone al censimento del 2010.

## Geografia fisica
Gorman è situata a 32°12′43″N 98°40′17″W (32.211956, -98.671281).
Secondo lo United States Census Bureau, ha un'area totale di 1,6 miglia quadrate (4.3 km²).

## Società

### Evoluzione demografica
Secondo il censimento del 2000, c'erano 1.236 persone, 474 nuclei familiari e 310 famiglie residenti nella città. La densità di popolazione era di 750,7 persone per miglio quadrato (289,2/km²). C'erano 569 unità abitative a una densità media di 345,6 per miglio quadrato (133,1/km²). La composizione etnica della città era formata dall'80,42% di bianchi, lo 0,08% di afroamericani, lo 0,89% di nativi americani, il 17,72% di altre razze, e lo 0,89% di due o più etnie. Ispanici o latinos di qualunque razza erano il 29,13% della popolazione.
C'erano 474 nuclei familiari di cui il 33,1% aveva figli di età inferiore ai 18 anni, il 51,1% erano coppie sposate conviventi, il 9,7% aveva un capofamiglia femmina senza marito, e il 34,4% erano non-famiglie. Il 32,7% di tutti i nuclei familiari erano individuali e il 21,1% aveva componenti con un'età di 65 anni o più che vivevano da soli. Il numero di componenti medio di un nucleo familiare era di 2,53 e quello di una famiglia era di 3,24.
La popolazione era composta dal 28,2% di persone sotto i 18 anni, l'8,4% di persone dai 18 ai 24 anni, il 24,1% di persone dai 25 ai 44 anni, il 18,4% di persone dai 45 ai 64 anni, e il 20,8% di persone di 65 anni o più. L'età media era di 38 anni. Per ogni 100 femmine c'erano 85,9 maschi. Per ogni 100 femmine dai 18 anni in giù, c'erano 79,9 maschi.
Il reddito medio di un nucleo familiare era di 26.758 dollari, e quello di una famiglia era di 32.431 dollari. I maschi avevano un reddito medio di 25.800 dollari contro i 18.417 dollari delle femmine. Il reddito pro capite era di 11.906 dollari Il 16,3% della popolazione e il 10,1% delle famiglie erano sotto la soglia di povertà.